# God Defend New Zealand
God Defend New Zealand (tiếng Māori: E Ihowa Atua); (tiếng Việt: Chúa bảo vệ New Zealand) là một trong hai quốc ca của New Zealand. Quốc ca còn lại là bài God Save the King.
Kể từ cuối những năm 1990, thông thường khi biểu diễn ở nơi công cộng, phần đầu tiên sẽ được trình bày hai lần, lần đầu tiên bằng Tiếng Māori và rồi sau đó bằng Tiếng Anh.

## Lời bài hát
Bài quốc ca có năm phần ở cả Tiếng Anh và Tiếng Māori. Phiên bản Tiếng Māori không phải là bản dịch trực tiếp của phiên bản Tiếng Anh.
| Tiếng Anh "God Defend New Zealand" | Tiếng Māori "Aotearoa" |
| --- | --- |
| 1. God of Nations at Thy feet, In the bonds of love we meet, Hear our voices, we entreat, God defend our free land. Guard Pacific's triple star From the shafts of strife and war, Make her praises heard afar, God defend New Zealand. 2. Men of every creed and race, Gather here before Thy face, Asking Thee to bless this place, God defend our free land. From dissension, envy, hate, And corruption guard our state, Make our country good and great, God defend New Zealand. 3. Peace, not war, shall be our boast, But, should foes assail our coast, Make us then a mighty host, God defend our free land. Lord of battles in Thy might, Put our enemies to flight, Let our cause be just and right, God defend New Zealand. 4. Let our love for Thee increase, May Thy blessings never cease, Give us plenty, give us peace, God defend our free land. From dishonour and from shame, Guard our country's spotless name, Crown her with immortal fame, God defend New Zealand. 5. May our mountains ever be Freedom's ramparts on the sea, Make us faithful unto Thee, God defend our free land. Guide her in the nations' van, Preaching love and truth to man, Working out Thy glorious plan, God defend New Zealand. | 1. E Ihowā Atua, O ngā iwi mātou rā Āta whakarangona; Me aroha noa Kia hua ko te pai; Kia tau tō atawhai; Manaakitia mai Aotearoa 2. Ōna mano tāngata Kiri whero, kiri mā, Iwi Māori, Pākehā, Rūpeke katoa, Nei ka tono ko ngā hē Māu e whakaahu kē, Kia ora mārire Aotearoa 3. Tōna mana kia tū! Tōna kaha kia ū; Tōna rongo hei pakū Ki te ao katoa Aua rawa ngā whawhai Ngā tutū e tata mai; Kia tupu nui ai Aotearoa 4. Waiho tona takiwā Ko te ao mārama; Kia whiti tōna rā Taiāwhio noa. Ko te hae me te ngangau Meinga kia kore kau; Waiho i te rongo mau Aotearoa 5. Tōna pai me toitū Tika rawa, pono pū; Tōna noho, tāna tū; Iwi nō Ihowā. Kaua mōna whakamā; Kia hau te ingoa; Kia tū hei tauira; Aotearoa |

### Lời Tiếng Việt
Xin quỳ gối dưới Đấng tối cao của muôn loài
Và diện kiến Người bằng tình yêu vô đối
Xin Dâng lên Ngài những lời cầu Nguyện tha thiết
Thiên chúa sẽ mãi bảo vệ vùng đất tự đó của Chúng con
Xin dẫn lối bằng Ngôi sao Thái Bình Dương
Xóa bỏ những vết thương và chiến tranh
Cho Đất nước ta rạng danh năm châu bốn bể
Thiên Chúa mãi sẽ bảo vệ New Zealand!